# Neochen
Neochen is een geslacht van vogels uit de familie eenden, ganzen en zwanen (Anatidae). Het geslacht telt één soort.

## Soorten
- Neochen jubata – Orinocogans